# Avenida Presidente Castello Branco
A  Avenida Presidente Castello Branco é a principal via de acesso à cidade de Porto Alegre, capital do estado brasileiro do Rio Grande do Sul. Possui três quilômetros de extensão, e liga a Ponte do Guaíba à Estação Rodoviária de Porto Alegre.
Em 27 de agosto de 2014, a Câmara Municipal de Porto Alegre aprovou por maioria simples o projeto de lei proposto pelos vereadores Pedro Ruas e Fernanda Melchionna (ambos do PSOL) visando a alterar o nome do logradouro para "Avenida da Legalidade e da Democracia". O novo nome seria homenagem à Campanha da Legalidade, movimento  que apoiou a posse de João Goulart em 1961 à presidência da República. Seu nome original homenageia Humberto de Alencar Castelo Branco, primeiro presidente da Ditadura Militar iniciada em 1964.
No dia primeiro de setembro de 2015 foi sancionada lei que denominou o conjunto de elevadas junto à avenida no entorno da rodoviária como  "Complexo Viário Telmo Thompson Flores" em homenagem ao prefeito de Porto Alegre Telmo Thompson Flores, indicado em 1969 pela ditadura militar então vigente e cujo mandato foi caracterizado pela construção de grandes obras urbanas.
Em agosto de 2017, o Tribunal de Justiça do Estado do Rio Grande do Sul anulou a lei que mudava o nome, após recurso de vereadores e ex-vereadores, considerando "ter havido vício na votação do projeto de lei por não ter sido obtido o quórum de 2/3 de vereadores para a aprovação". A alteração só seria efetivada quando a EPTC fosse notificada para realizar a troca das placas, o que ocorreria somente se não houvesse recursos ou se eventuais recursos fossem negados. Em outubro, a Procuradoria da Câmara Municipal de Porto Alegre recorreu da decisão. Em 26 de abril de 2018, desembargadores da 3.ª Câmara Cível do Tribunal de Justiça consideraram inválida a aprovação da lei de alteração do nome. Com isso, o logradouro volta a se chamar Avenida Presidente Castello Branco, com o acréscimo de mais um "L" ao nome, conforme grafia original do nome do presidente falecido.